# Kaltbach (Gemeinde Bruck an der Mur)
Kaltbach ist eine Ortschaft und eine Katastralgemeinde der Stadtgemeinde Bruck an der Mur im Bezirk Bruck-Mürzzuschlag in Steiermark.
Die Streusiedlung befindet sich über dem Südportal des Tanzenbergtunnels und besteht aus mehreren Einzellagen. Die Ortschaft wird von Kaltbach entwässert.

## Siedlungsentwicklung
Zum Jahreswechsel 1979/1980 befanden sich in der Katastralgemeinde Kaltbach insgesamt 18 Bauflächen mit 12.762 m² und 19 Gärten auf 46.517 m², 1989/1990 gab es 31 Bauflächen. 1999/2000 war die Zahl der Bauflächen auf 90 angewachsen und 2009/2010 bestanden 46 Gebäude auf 90 Bauflächen.

## Bodennutzung
Die Katastralgemeinde ist forstwirtschaftlich geprägt. 54 Hektar wurden zum Jahreswechsel 1979/1980 landwirtschaftlich genutzt und 247 Hektar waren forstwirtschaftlich geführte Waldflächen. 1999/2000 wurde auf 42 Hektar Landwirtschaft betrieben und 255 Hektar waren als forstwirtschaftlich genutzte Flächen ausgewiesen. Ende 2018 waren 36 Hektar als landwirtschaftliche Flächen genutzt und Forstwirtschaft wurde auf 256 Hektar betrieben. Die durchschnittliche Bodenklimazahl von Kaltbach beträgt 15,9 (Stand 2010).